# 122-мм гаубиця Д-30
Д-30 (Індекс ГРАУ 2А18) — причіпна гаубиця калібру 122-мм, створена в Радянському Союзі в кінці 1950-х років. Була прийнята на озброєння СРСР на початку 1960-х.
На озброєнні 35 країн, без урахування країн колишнього СРСР, знаходиться близько 3600 гармат.
Належить до числа наймасовіших артилерійських систем післявоєнного періоду. В народі носить прізвисько «Жаба».

## Історія
Гаубиця була створена в Радянському Союзі в кінці 1950-х років в ДКБ-9 під керівництвом Ф. Ф. Петрова. Ймовірно, що при створені були використані напрацювання німців часів Другої світової війни.
Була прийнята на озброєння та розпочато серійне виробництво з початку 1960-х на артилерійському заводі № 9 (Єкатеринбург, нині — ВАТ «Завод № 9»).
Гаубиця Д-30 призначена для виконання таких основних завдань:
- знищення й придушення живої сили противника, відкритої й тієї, що знаходиться в укриттях польового типу (в окопах, бліндажах, землянках)
- знищення й придушення вогневих засобів піхоти противника
- руйнування дерево-земляних вогневих точок (ДЗОТів) та інших споруд польового типу
- створення проходів в мінних полях і дротових загородженнях
- боротьба з артилерією, мотомеханізованими засобами й танками противника.

## Опис
У гаубиці застосовано роздільно-гільзове заряджання.
Конструкція лафета гаубиці забезпечує круговий обстріл при кутах піднесення ствола від −5° до +18°, а коли казенна частина знаходиться в секторах між суміжними станинами, забезпечується стрільба при кутах піднесення від −7° до +70°.
Тяговий засіб гаубиці — автомобіль Урал-4320. Найбільша допустима швидкість по хороших дорогах з асфальтовим або бетонним покриттям — до 80 км/год. Гаубиця споряджається також лижною установкою для транспортування по глибокому сніжному покриву. Стрільба з лижної установки неможлива.

## Модифікації
В Радянському Союзі були створені такі модифікації гаубиці Д-30:
- Д-30 — базова модель гаубиці.
- Д-30А/2А18М — модернізований варіант, остання серійна модель, у виробництві щонайменше з 1978 р. Станом на 2006–2013 рр. перебувала у виробництві.
- Д-30А-1/2А18М-1 — варіант гаубиці Д-30А з напівавтоматичним досилачем снаряду. Станом на 2006–2013 рр може бути виготовлена на замовлення.
- САУ 2С1 «Гвоздика» — самохідна артилерійська установка на базі шасі МТ-ЛБ. Має гармату 2А31 створену на основі гаубиці Д-30.

## Номенклатура боєприпасів

### Основні боєприпаси
Для стрільби з гаубиці 2А18 застосовують бойові, практичні, та холості постріли.
Бойові та практичні постріли складаються з двох окремо зібраних частин, що досилають послідовно в камору гаубиці:
- снаряда з вкрученим підривником;
- гільзи з метальним зарядом, засобом запалення та обтураційним приладом.

Снаряди з вкрученим підривником називають остаточно спорядженим.
Снаряди, в які вкручено замість підривника холостому втулку, називають недостатньо спорядженими.
Постріли з осколково-фугасними снарядами з підривником РГМ-2 призначені:
- для знищення живої сили та вогневих засобів супротивника, що знаходяться в окопах, траншеях, ходах сполучення й опорних пунктах, а також за межами укриттів;
- для придушення і руйнування спостережних пунктів і захисних споруд польового типу;
- для пробиття проходів у загородах;
- для придушення тилів супротивника (залізничних вузлів, штабів, скупчення військ).

Ці постріли можуть бути використані (якщо відсутні постріли з кумулятивними снарядами) для стрільби по броньованих цілях.
Постріли з осколково-фугасними снарядами з підривниками В-90, АР-30 та АР-5 призначені для стрільби на враження та придушення наземних цілей розривами в повітрі, а також для створення повітряних реперів для цілевказівки.
Постріли зі снарядом Ш1, наповнені стрілоподібними елементами з дистанційною трубкою ДТМ-75 призначені для враження відкрито розташованої живої сили супротивника.
Постріли з кумулятивним снарядом що обертається або ні призначені для стрільби по танках, самохідних артилерійських установках, та інших цілях з потужним броньовим захистом. У випадку потреби їх можна використовувати для стрільби по стінках оборонних споруд, для враження живої сили та неброньованої техніки.
Постріли з димовими снарядами призначені для засліплення спостережних та командних пунктів, вогневих точок і живої сили супротивника. Крім того, димові снаряди застосовують для задимлення окремих ділянок місцевості шляхом встановлення димових завіс, для цілевказівки, сигналізації, пристрілювання для визначення напряму та швидкості вітру в районі цілі.
Постріли з освітлювальними снарядами призначені для освітлення місцевості зайнятої місцевості, з метою спостереження за його діями, ведення прицільного вогню, розвідки цілей, проведення пристрілювання та контролю за результатами стрільби на враження. Вони також можуть бути використані для сигналізації та постановки світлових орієнтирів та створів, що вказують на напрям руху.
Постріли з агітаційними снарядами призначені для перекидання до розташування супротивника агітаційної літератури.
Практичні постріли зі снарядами з інертним спорядженням призначені для навчальних стрільб.
Холостий постріл призначений для імітації стрільби бойовими пострілами. Снаряд до комплекту холостого пострілу не входить.

### Дія осколково-фугасних боєприпасів
При стрільбі осколково-фугасними снарядами з підривачем РГМ-2 в залежності від установки підривача можливо отримати різну дію снаряда:.
- осколкову,
- фугасну, або
- фугасну з затримкою.

При встановлені підривача на осколкову дію снаряд вибухає на поверхні перепони. З цією установкою ведуть вогонь по живій силі, вогневим точкам, техніці, дротових загородах, інших наземних цілях та спорудах. Мерзлий або твердий ґрунт підвищує осколкову дію снаряду.
При встановлені підривача на фугасну дію снаряд вибухає після того, як дещо заглибиться у перепону. Цю установку використовують для руйнування окопів та легких польових укріплень.
При встановленні підривача на фугасну дію з затримкою снаряд встигає заглибитись у перепону ще більше, і тому вогонь з цією установкою використовують для руйнування міцніших польових укріплень (бліндажі, цегляні та кам'яні споруди). З цією установкою ведуть і рикошетну стрільбу.
При стрільбі осколково-фугасними снарядами з радіопідривачами АР-30 та АР-5 в залежності від установки підривача отримують різну висоту вибуху над ціллю.
Підривач В-90 дозволяє налаштовувати вибух снаряда у заданій точці траєкторії або після незначного заглиблення у перепону.

## Обслуга 122-мм гаубиці Д-30
- 1-й номер — навідник: працює на прицільних пристроях і за допомогою поворотного і підіймального механізмів проводить горизонтальне і вертикальне наведення.
- 2-й номер — замковий: відкриває і закриває затвор, слідкує за відкатом ствола.
- 3-й номер — заряджальний: заряджає систему снарядом і зарядом.
- 4-й номер — встановлювач: спеціальним ключем переводить підривач в положення «осколковий» або «фугасний» згідно з командою.
- 5-й номер — зарядний: складає заряди, збирає невитрачені пучки пороху і складає їх в ящики.
- 6-й номер — снарядний: підносить снаряди, збирає стріляні гільзи й складає їх в ящики.

Це дії при веденні стрільби.

## Бойове застосування

### Російсько-українська війна
Меморандум від 20 вересня до Мінського протоколу передбачає відведення гаубиць калібром 122-мм (Д-30 та 2С1 «Гвоздика») на 16 км від лінії зіткнення. Комплекс заходів щодо виконання Мінських угод від 12 лютого 2015 передбачає створення зони безпеки завширшки 50 км для артилерійських систем калібру 100 мм і більше.
26 жовтня 2021 року з 14:25 до 15:15 батарея гаубиць Д-30 російсько-терористичних військ здійснювала обстріл позицій Об'єднаних сил в районі населеного пункту Гранітне. Гаубиці знаходились за 13 км від лінії фронту, на південь від окупованого населеного пункту Бойківське, (Донецька область). У відповідь відбулось перше бойове застосування ударних БПЛА Bayraktar TB2 під час Війни на сході України. Після цього обстріли українських позицій припинилися.
Гаубиці Д-30 активно використовуються обома сторонами війни під час повномасштабного російського вторгнення в Україну 2022 року. При чому Україна отримувала снаряди, серед інших постачальників, від пакистанської компанії Pakistan Ordnance Factories (POF).
Станом на 15 січня 2025 року редактори Oryx Blog знайшли фото чи відео підтвердження безповоротної втрати Росією 92 гаубиць Д-30: 64 знищено та 28 захоплено силами ЗСУ, ще низка були пошкоджені.
Україна, за даними Oryx, втратила 13 Д-30: 11 знищено та 2 захоплено ЗС РФ.

### Друга Карабаська війна
Широко застосовується на фронті. Як поінформувало Міністерство оборони Азербайджану 4 листопада, протягом доби знищено 3 гаубиці-гармати Д-30.

## Оператори

### Поточні
- Азербайджан: 423 одиниці Д-30 на озброєнні, станом на 2024 рік[15].
- Алжир: 160 одиниць Д-30 на озброєнні, станом на 2024 рік[16].
- Ангола: 523 одиниці Д-30 на озброєнні, станом на 2024 рік[17].
- Вірменія: 60 одиниць Д-30 на озброєнні, станом на 2024 рік[18].
- Естонія: 36 одиниць Д-30 (під позначенням 122 H-63) на озброєнні, станом на 2024 рік[19]. Придбано 42 гаубиці у 2009 році у Фінляндії, яка раніше їх купила у ФРН.
- Єгипет: 190 одиниць Д-30М на озброєнні, станом на 2024 рік[20].
- Індія: 520 одиниць Д-30 на озброєнні, станом на 2024 рік[21].
- Іран: 540 одиниць Д-30 на озброєнні, станом на 2024 рік[22].
- Казахстан: 100 одиниць Д-30 на озброєнні, станом на 2024 рік[23].
- КНР: 300 одиниць Д-30 (Type-96, китайська копія) на озброєнні, станом на 2024 рік[24].
- Росія
  - Сухопутні війська РФ: 2400 одиниць Д-30 на зберіганні, станом на 2024 рік[25].
  - Повітрянодесантні війська РФ: 140 одиниць Д-30 на озброєнні, станом на 2024 рік[26].
- Сербія: 78 одиниць Д-30 на озброєнні, станом на 2024 рік[27].
- Україна: 60 одиниць Д-30 на озброєнні, станом на 2024 рік[28].
- Фінляндія: 474 одиниці Д-30 (під позначенням 122 H-63) на озброєнні, станом на 2024 рік[29].
- Хорватія: 27 одиниць Д-30 на озброєнні, станом на 2024 рік[30].
- Чорногорія: 12 одиниць Д-30 на озброєнні, станом на 2024 рік[31].

### Колишні
- Білорусь: 48 одиниць Д-30 на озброєнні, станом на 2020 рік[32]. Не згадуються у звітах за 2024 рік.
- Ірак
- Північна Корея: деяка кількість на озброєнні станом на 2020 рік, точна кількість невідома[33]. Не згадуються у звітах за 2024 рік.

### Естонія
Естонія придбала 42 гаубиці у 2009 році у Фінляндії, яка раніше їх купила у ФРН, яка, в свою чергу, отримала їх від колишньої армії НДР після об'єднання Німеччини.
Наприкінці грудня 2021 року стало відомо, що Естонія має намір надати Україні ПТРК Javelin та дев'ять одиниць 122-мм гаубиці Д-30. Для цього необхідно було отримати дозвіл від США, країни походження ракет, а також від Фінляндії та Німеччини, колишніх власників гаубиць.
І якщо США такий дозвіл надали, то німецький уряд у дозволі відмовив «через політику експорту зброї до кризових регіонів». Дозвіл від ФРН був отриманий після початку російського вторгнення в Україну 24 лютого 2022 року, про це стало відомо 27 лютого. Одночасно Німеччина ухвалила рішення поставити в Україну РПГ та ПЗРК Стінгер[джерело?].
Про відправлення даних гармат Україні було офіційно повідомлено 5 квітня 2022 року. Крім того, Естонія передає Україні протитанкові міни, безвідкатні протитанкові гармати, піхотну зброю, одноразові гранатомети, ручні гранатомети й протитанкові ракети, ймовірно, до комплексів «Javelin».

### Росія
В листопаді 2022 року стало відомо, що на полігоні в Костромі частково-мобілізованих російських артилеристів готують до бойових дій в Україні на установках 9П138 «Град-1» та причіпних гаубицях 2А18 «Д-30». Танкістів готують на танках Т-62М.